# Daniel Florea
Daniel Florea (* 18. Dezember 1975 in Vaslui, Kreis Vaslui) ist ein ehemaliger rumänischer Fußballspieler. Der Außenverteidiger bestritt insgesamt 321 Spiele in der rumänischen Divizia A, der ukrainischen Premjer-Liha und der zyprischen First Division.

## Karriere
Florea begann seine Karriere bei Oțelul Galați, für den er kurz vor seinem 18. Geburtstag am 1. Dezember 1993 gegen UTA Arad sein Debüt in der Divizia A gab. 1997 wechselte er zu Dinamo Bukarest und wurde 2000 rumänischer Meister und Pokalsieger. In der Folgesaison wurde Dinamo Vizemeister, Florea bestritt jedoch nur 15 Ligaspiele. Im Sommer 2001 wechselte er in die Ukraine und spielte dort zunächst für den Erstligisten Schachtar Donezk, mit dem er 2002 erneut das Double schaffte. Nach dem Pokalsieg 2004 verlor Florea seinen Stammplatz und wechselte in der Winterpause 2004/05 zu Metalurh Saporischschja. Nach Saisonende ging er für ein halbes Jahr zu Metalurh Donezk, das er im Januar 2006 verließ, um auf Leihbasis zu seinem Heimatverein Dinamo Bukarest zurückzukehren. Nach einem dritten Platz in der Saison 2005/06 wechselte er zu seinem letzten Verein APOEL Nikosia, wo er 2009 nach zwei Meistertiteln und einem Pokalsieg seine Karriere beendete.

## Nationalmannschaft
Der 1,77 m große Defensivspieler bestritt zwischen 1999 und 2002 drei Länderspiele für die rumänische Fußballnationalmannschaft, in denen er kein Tor erzielte.

## Erfolge
- Rumänischer Meister: 2000
- Rumänischer Pokalsieger: 2000
- Ukrainischer Meister: 2002
- Ukrainischer Pokalsieger: 2003, 2004
- Zyprischer Meister: 2007, 2009
- Zyprischer Pokalsieger: 2008